# Цимершид
Цимершид (њем. Zimmerschied) општина је у њемачкој савезној држави Рајна-Палатинат. Једно је од 137 општинских средишта округа Рајн-Лан. Према процјени из 2010. у општини је живјело 83 становника. Посједује регионалну шифру (AGS) 7141141.

## Географски и демографски подаци
Цимершид се налази у савезној држави Рајна-Палатинат у округу Рајн-Лан. Општина се налази на надморској висини од 460 метара. Површина општине износи 2,2 km². У самом мјесту је, према процјени из 2010. године, живјело 83 становника. Просјечна густина становништва износи 38 становника/km².